# Gunnar Bentz
Gunnar Bentz (Atlanta, 3 gennaio 1996) è un ex nuotatore statunitense, vincitore di una medaglia d'oro ai Giochi olimpici di Rio de Janeiro 2016.

## Palmarès
- Giochi olimpici

Rio de Janeiro 2016: oro nella 4x200m sl.
- Giochi panamericani

Toronto 2015: argento nella 4x200m sl e bronzo nei 200m misti.

## International Swimming League
| Stagione 2019 | Stagione 2020 |
| ------------- | ------------- |
| Iron          | Cali Condors  |